# UniCredit Bulbank
UniCredit Bulbank er en bulgarsk universalbank med hovedkvarter i Sofia. I 1991 blev nogle statslige aktiver overflyttet til et nyt selskab "Bank Consolidation Company". I 1994 blev bankens navn ændret til Bulbank. UniCredit Bulbank blev etableret i 2007 ved en fusion mellem Bulbank, Biochim og Hebros Bank, der alle var ejet af UniCredit.